# بيتر ماكنمارا
بيتر ماكنمارا (بالإنجليزية: Peter McNamara)‏ مواليد 5 يوليو 1955 في ملبورن، فيكتوريا، هو لاعب كرة مضرب أسترالي سابق بدأ مسيرته كمحترف سنة 1974 وكان يلعب باليد اليمنى، اعتزل اللعب في 1987. كما أنه أحد أبطال الجراند سلام. أعلى تصنيف له في الفردي كان المركز الـ 7 في سنة 1983. فاز بجائزة أفضل لاعب متحسن من قبل رابطة محترفي كرة المضرب.

## بطولات حققها
- بطولة ويمبلدون
- بطولة أستراليا المفتوحة للتنس

## روابط خارجية
- بيتر ماكنمارا على موقع رابطة محترفي التنس (الإنجليزية)
- بيتر ماكنمارا على موقع الاتحاد الدولي لكرة المضرب (الإنجليزية)
- بيتر ماكنمارا على موقع كأس ديفيز (الإنجليزية)
- بيتر ماكنمارا على موقع اتحاد التنس الأسترالي (الإنجليزية)
- بيتر ماكنمارا على موقع خلاصة التنس.كوم (الإنجليزية)
- بيتر ماكنمارا على موقع إي إس بي إن.كوم (الإنجليزية)